# Lamprosema schrizonalis
Lamprosema schrizonalis là một loài bướm đêm trong họ Crambidae.